# Lindblad Cove
Die Lindblad Cove ist eine 5 km breite Bucht an der Davis-Küste des Grahamlands auf der Antarktischen Halbinsel. In der Charcot-Bucht wird ihre Einfahrt nördlich durch den Auster Point und im Süden durch den Almond Point begrenzt.
Das Advisory Committee on Antarctic Names benannte sie 1995 in Erinnerung an den schwedisch-US-amerikanischen Reiseunternehmer Lars-Eric Lindblad (1924–1994), einem Pionier des „sanften Tourismus“ in Antarktika.